# Dipignano
Dipignano är en ort och kommun i provinsen Cosenza i regionen Kalabrien i Italien. Kommunen hade 43 258 invånare (2018).